# クンジュラブ口岸
座標: 北緯36度51分1.3秒 東経75度25分41.9秒 / 北緯36.850361度 東経75.428306度

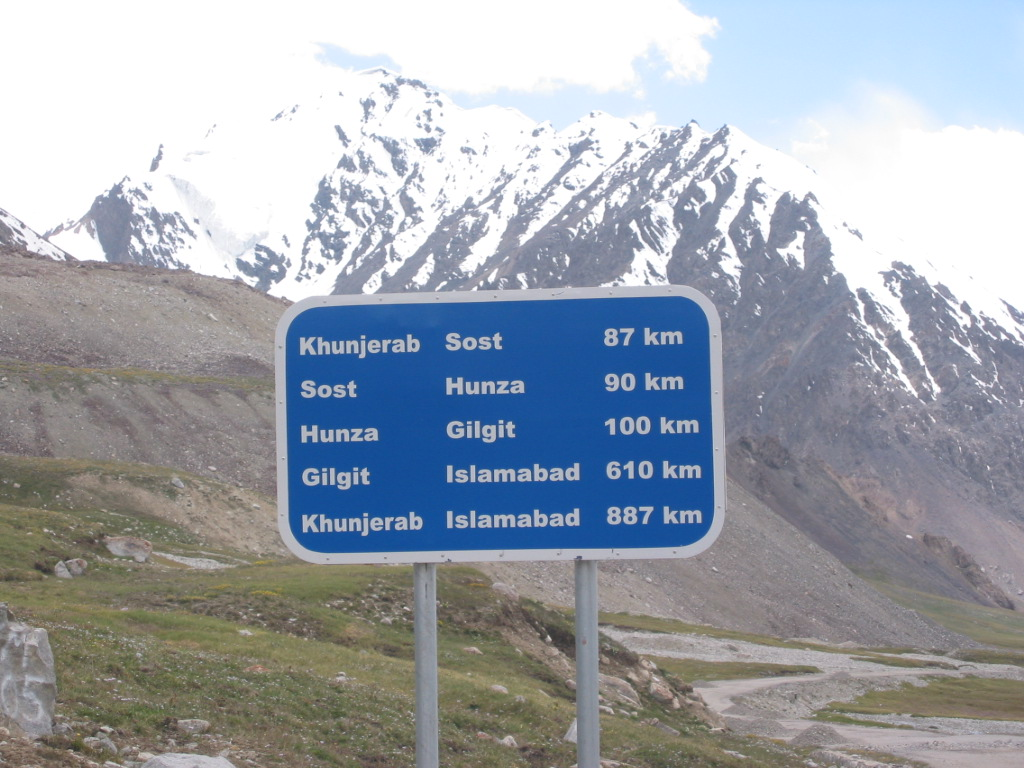

クンジュラブ口岸は中華人民共和国新疆ウイグル自治区カシュガル地区タシュクルガン・タジク自治県とパキスタンカシミール地方の国境付近に位置する中国側の出入国検査場。G314国道はすぐ西側のクンジュラブ峠（中: 紅其拉甫山口、英: Khunjerab Pass）を越えてパキスタン側のカラコルム・ハイウェイに接続している。名前は峠から中国側に下った場所にある鹹湖・紅其拉甫河に因む。
1981年9月、中パ両国政府は紅其拉甫口岸の開放に合意、1982年8月27日、中パ両国民に対しての国境通過が解放され、1986年5月1日には第三国の旅行者に対しても開放された。元々、クンジュラブ口岸は季節開放の国境であり毎年5月1日から12月30日のみ開放されており、それ以外の期間は両国政府の郵便関係者、貿易従事者、特別許可を有す者のみ通過が許可される。

## 交通アクセス
タシュクルガン・クンジュラブ空港より車で2時間

## 国境情報
以前はアライバルビザが取得できたが、2015年5月現在現地での取得は不可能に近い。
南麻布にある駐日パキスタン大使館でビザ取得が可能であるが、陸路のため旅行計画書が必要である。